# Grad Haapsalu
Grad Haapsalu (tudi Škofijski grad Haapsalu, estonsko Haapsalu piiskopilinnus ali bolj preprosto Škofov grad) je grad s stolnico v Haapsalu v Estoniji, ustanovljen v 13. stoletju kot sedež škofije Ösel-Wiek. Legenda pravi, da se avgusta ob polnih lunah na notranji steni kapele pojavi podoba deklice Bele dame.

## Zgodovina
Leta 1228 je riški nadškof Albert iz Rige ustanovil novo škofijo, sestavljeno iz Läänemaa, Saaremaa in Hiiumaa in za škofa imenoval Gottfrieda, opata cistercijanskega samostana Dünamünde. Škofijo je 1. oktobra 1228 kot državo Svetega rimskega cesarstva ustanovil Henrik VII. Luksemburški. Apostolski legat Viljem iz Modene je te meje za stalno določil leta 1234. Prva rezidenca škofije Ösel-Wiek je bila v gradu Lihula, kjer so s pomočjo Livonskih bratov meča zgradili trdnjavo iz kamna. Da bi se izognil konfliktom z vplivnim redom, je škof škofijsko rezidenco prenesel v Perono, kjer so jo Litovci deset let pozneje požgali. Novo središče škofije je bilo izbrano v Haapsalu, kjer so začeli graditi škofovsko trdnjavo in stolnico. Gradnja gradu se je nadaljevala tri stoletja.

## Grad
Gradnja, širitev in rekonstrukcija trdnjave je potekala več stoletij, arhitektura pa se je spreminjala glede na razvoj orožja. Trdnjava je svoje končne razsežnosti – površina več kot 30.000 kvadratnih metrov, debelina obzidja med 1,2 in 1,8 metra in največja višina nad 10 metrov – dosegla pod vladavino škofa Johannesa IV Kijevskega (1515–1527). Na zahodni strani gradu je 29-metrski stražni stolp iz 13. stoletja, ki so ga kasneje uporabili kot zvonik. Stene so kasneje dvignili na 15 metrov.
Notranji jarki in blindaže, ki so bili zgrajeni za topove in kot zavetje pred bombardiranjem, izvirajo iz livonske vojne (1558–1582), med katero je bila utrdba močno poškodovana. Obzidje malega gradu in zunanja utrdba sta ostala delno uničena.
V 17. stoletju Švedi, ki so zdaj vladali švedski estonski provinci, gradu niso več uporabljali kot obrambno stavbo. V času velike severne vojne leta 1710 je Estonija padla pod rusko oblast in obzidje je bilo delno porušeno na ukaz Petra I. Ruskega, zaradi česar je grad dejansko spremenjen v ruševine.

## Katedrala svetega Nikolaja
Stolnica v Haapsaluju je bila glavna cerkev škofije Ösel-Wiek, kjer je bil prestol, uradni škofov stol in kjer je deloval kapitelj škofa. To je največja enoladijska cerkev v baltskih državah s svojimi 15,5 m  visokimi kupolastimi oboki in površino 425 m².
Prvi pisni zapis o cerkvi je listina Haapsaluja, kjer je škof Hermann I., ustanovitelj mesta, zapisal: »... mi, ki smo ustanovili stolnico v Haapsaluju in smo našim kanonikom zagotovili ustrezna bivališča in dohodke, določen kraj določil za mesto, kjer bi se lahko zbirali vsi, ki so si ga izbrali za skupno bivanje z nami, in tam našli zavetje; in če bi bilo treba, bi mogli braniti cerkev z vsemi sredstvi, ki so jim na voljo«.
Cerkev, zgrajena leta 1260, spada v obdobje prehoda iz romanske v gotsko arhitekturo. Za prvo je značilen rastlinski ornament kapitelov pilastrov, za drugo pa tri zvezdasti (asteroidni) oboki. Tudi portal je bil prvotno romanski – okrasni zatrep na okroglem loku je imel nišo z likom zavetnika. Notranje stene so bile prekrite s slikami, tla so sestavljali nagrobniki duhovnikov in uglednih plemičev. Edinstvena okrogla krstna kapela je bila zgrajena v drugi polovici 14. stoletja.
Med livonsko vojno je Estonija postala del luteranskega švedskega kraljestva. Katoliška kupolasta cerkev je postala cerkev z luteransko kongregacijo in se je takrat imenovala grajska cerkev. Leta 1625 je švedski kralj Gustav II. Adolf prodal mesto Haapsalu, grad in bližnje zemljišče grofu Jakobu De la Gardieju, ki je nameraval propadlo trdnjavo spremeniti v sodoben grad. Kot svetovalca je bil povabljen Arent Passer, znani kipar in gradbeni mojster.
23. marca 1688 je bila v požaru uničena bakrena pločevinasta streha cerkve, vendar je bila cerkev relativno hitro obnovljena. Neurje leta 1726 je ponovno uničilo streho. Zmanjšano občestvo si obnove ni moglo privoščiti in se je preselilo v mestno cerkev. V 19. stoletju se je začela preureditev ruševin v romantičen grajski park.
V letih 1886–1889 je bila cerkev prenovljena in prezidana. Porušen romanski portal so nadomestili s psevdogotskim 'stopničastim portalom', prekrili ohranjene fragmente stenskih poslikav in iz cerkve odnesli nagrobnike. 15. oktobra 1889 je bilo prvo bogoslužje posvečeno svetemu Nikolaju.
Sovjetska okupacija leta 1940 je povzročila zaprtje cerkve. Med drugo svetovno vojno so se bogoslužja nadaljevala, spomladi 1944 pa so huligani vdrli v cerkev in uničili oltar z oltarno sliko, orgle, stole in okna. Leta 1946 je kongregacija zaprosila sovjetsko vlado, naj stolnico uvrsti med zaščitene zgodovinske spomenike, vendar ni vzbudila njihovega zanimanja. Cerkev je bila leta prazna; nekaj časa so ga uporabljali za skladiščenje žita, kovali so celo načrte, da bi jo spremenili v kopališče.
Na materinski dan leta 1992 je bil posvečen Materinski oltar v spomin na estonske matere, ubite med sovjetsko okupacijo. Kip Device z otrokom je izdelal kipar Hille Palm.

## Legenda o Beli dami
Ob nočeh polne lune v avgustu naj bi se na notranji steni kapele pojavila podoba deklice, Bele dame.
V času vladavine škofa Ösel-Wiek naj bi vsak kanonik vodil čisto in krepostno življenje po pravilih samostana. Ženskam je bil z grožnjo smrti prepovedan dostop na škofijski grad. Legenda pripoveduje, da se je kanonik zaljubil v Estonko in dekle na skrivaj pripeljal v grad. Skrila se je tako, da se je pomešala v pevski zbor in je dolgo ostala skrivnost, ko pa je škof ponovno obiskal Haapsalu, je mlada pevka pritegnila njegovo pozornost in ukazal je preiskavo pevkinega spola.
Ko je škof našel deklico, je sklical svoj koncil, ki je sklenil, naj deklico zazidajo v zid kapele, kanonika pa dajo v ječo, kjer so ga izstradali. Graditelji so v steni pustili votlino in deklico s kosom kruha in vrčkom vode zazidali vanjo. Nekaj časa so se slišali njeni kriki na pomoč. Kljub temu verjamejo, da njena duša ni mogla najti miru in zato se pojavi na oknu krstilnice, da bi žalovala za svojim ljubljenim moškim in dokazala nesmrtnost ljubezni.
Glasbeni festival Dnevi Bele gospe poteka v času avgustovske polne lune.